# Leonhard Nunberger
Leonhard Nunberger (* 7. Dezember 1930; † 2. Juni 1991 in München) ist ein ehemaliger deutscher Fußballspieler.

## Karriere
Nunberger gehörte zur Saison 1956/57 dem Kader des FC Bayern München an, bestritt vier Punktspiele und erzielte fünf Tore in der Oberliga Süd, der seinerzeit höchsten deutschen Spielklasse, in die der FC Bayern München nach einjähriger Zweitklassigkeit zurückgekehrt war. Sein Debüt krönte er am 28. April 1957 (27. Spieltag) beim 1:1-Unentschieden im Auswärtsspiel gegen den BC Augsburg mit seinem ersten Tor für die Bayern, dem 1:0 in der 39. Minute. Ein Doppeltorerfolg verzeichnete er eine Woche später beim 4:1-Sieg im Heimspiel gegen Eintracht Frankfurt mit den Treffern zum 2:0 und 3:0 in der 37. und 63. Minute. In der Saison 1957/58 erzielte er zwei Tore in elf Punktspielen und 1958/59, seiner letzten, ein Tor in 13 Punktspielen. Sein letztes Oberligaspiel, das er mit der Mannschaft verlor, bestritt er am 3. Mai 1959 (29. Spieltag) im Stadion an der Grünwalder Straße bei der 2:5-Niederlage gegen den 1. FC Nürnberg.
Danach wechselte er zum SSV Jahn Regensburg und spielte in der Saison 1959/60 in der 2. Oberliga Süd, die er mit der Mannschaft als Zweitplatzierter abschloss uns somit in die Oberliga Süd aufstieg. In den zehn Punktspielen, in denen ihm ein Tor gelang, traf er am 2. Oktober 1960 (8. Spieltag) auf seinen vorherigen Verein. Das Heimspiel gegen den FC Bayern München wurde mit 0:1 verloren; den Siegtreffer erzielte Miloš Milutinović bereits in der zweiten Minute.
Am Saisonende musste seine Mannschaft als Letzter von 16 teilnehmenden Mannschaften und mit nur drei Siegen aus 30 Spielen in die 2. Oberliga Süd absteigen.